# 一加手机X
一加手机X（英語：OnePlus X），是由一加开发的Android智能手机，于2015年10月29日在北京发布。
一加手机X有三种颜色：暗夜黑、皓月白和限量黑色陶瓷版，其中陶瓷版在欧洲发行1万部。一加手机最初需要凭邀请函购买，到2016年1月28日才开放购买。
手机的中国版OPPO A30于原机发布四个月后的2016年2月发行。
OnePlus X搭载高通骁龙801四核处理器，后置1300万像素摄像头，支持白平衡、0.2秒PDAF相位对焦、智能美颜等拍摄功能；前置800万像素。搭载2525毫安时容量电池。

## 开发和发行
一加2发行不久后，一加联合创始人裴宇于2015年底在纽约的宣传活动上接受采访时，表示会有新设备发布。经过媒体几个月的猜测，OnePlus X于2015年10月29日正式亮相。其优雅的外观设计和高品质的构造后来受到评论家和评论家的一致好评。新品解锁版定价249美元，成为相对平价的手机。陶瓷版价格为399美元，一加表示该版本采用的陶瓷后盖需要25天烤制，是同类智能手机材料中首次采用该工艺的产品。
手机发布四天后，一加向一加手机2和一加手机X的欧洲和印度用户推出了一延长保修计划On-Guard，保修项目覆盖设备损坏、液体损坏、意外损坏和故意破坏。On-Guard延保计划可随设备额外付费购买，延长12个月或24个月的免费服务和维修时间，具体取决于购买的保修计划。

## 发布和分销

### 邀请制度
与迄今为止的其他一加手机一样，一加手机X需要凭邀请购买。面对邀请制度的猛烈批评，一加方面表示这是初创公司的必要做法，目的是管理产品流，防止存货积压，因此所有手机都实行了邀请制度。

### 开放发售
在严格按照邀请函销售的第一个月后，一加宣布了一加手机X开放发售，卖家不需要邀请便可以购买手机。活动将在OnePlus尚未宣布的12月每周的特定日期，以及一加在各大城市举办的宣传活动上举行。同时，一加每周二在印度举行开放发售活动，其他时间段维持邀请购买制度。

## 规格

### 设计和硬件
一加手机X的设计采用带纹理铝制边框的平滑玻璃后盖，给手机边框带来良好的抓手感。两种型号的手机均具有深色玻璃后盖，让人联想到iPhone 4上的玻璃后盖。手机继承了在一加手机2引入的通知滑块，可以调整通知级别为全部、仅优先级和禁止全部。由于手机的外形尺寸较小，电池容量比一加2要小，从3300mAh调整到2525mAh。较低的定价也意味着此前一加2的指纹感应器、影像稳定器和可更换后盖等功能被砍。意外的是，手机没有移植一加2的USB-C接口，而是用了micro USB取代。一加也对手机发布了类似于一加2可更换后盖的后盖，款式包括竹、红木、黑杏和凯夫拉。
有别于采用5.5英寸液晶显示器的一加1和一加2，手机采用康宁公司大猩猩玻璃包裹5英寸1920×1080全高清AMOLED屏幕。尽管外形尺寸较小，用户仍可以选择硬件电容式按钮或是可定制导航“软键”。
手机暗夜黑版和陶瓷版采用独特的后盖，和略微不同的颜色。由于陶瓷版制作需要25天工时，公司表示该版本只发售1万部。陶瓷板较重（160 g，5.6 oz），只在欧洲和印度发售。虽然一加将手机宣传为以设计为中心的设备，但内部配置相当强大，类似于一加1和LG G3：内部存储16GB，运行内存为3GB LPDDR3 RAM，芯片为高通骁龙80132位双核芯片（频率2.3 GHz），配合Adreno330图形处理器。
其他功能包括FM电台和双SIM卡（nano SIM）布局，兼容4G LTE，第二个SIM卡槽可以更换为micro SD，增加移动存储。和一加2一样，手机不带NFC功能。
根据安兔兔基准测试结果，手机跑分达45000+，与同样采用骁龙801多核处理器的设备相当。
与之前的一加2一样，手机不支持任何700MHzLTE频段（即T-Mobile美国和AT&T LTE网络使用的LTE 12和17频段），因此美国乡村地区和室内的信号接收状况可能不佳，尤其是在T-Mobile美国网络的情况下，LTE频段12是唯一的1 GHz以下覆盖范围选项。
除了在中国本土独家发行皓月白版外，一加X还在印度发行该版本，该版的特征是颜色的差别。

### 软件
手机搭载基于Android5.1.1 "Lollipop"的Oxygen OS 2.1.2版。
2016年8月4日，一加开始为手机推出Oxygen OS 2.2.2版本。该更新修复错误、更改相机UI、包含Android 7月安全补丁。
2016年9月28日，一加开始为手机推出Oxygen OS 2.2.3版本。该更新包括Android 9月安全补丁和Android Marshmallow升级所需的依赖项。
2016年10月1日，一加开始为手机推出Oxygen OS 3.1.3版本。该更新为Android Marshmallow升级。